# Rocky Mountain Chocolate Factory
Die Rocky Mountain Chocolate Factory Inc. ist ein US-amerikanisches Unternehmen, das in den Bereichen Einzelhandel, Franchisevergabe und Schokoladenherstellung aktiv ist.
Das Unternehmen besitzt eine fast 53.000 Quadratmeter große Fabrik in der amerikanischen Kleinstadt Durango, Colorado. Das Unternehmen produziert eine weite Palette an Süßwaren und vertreibt diese über große Einzelhandelsketten oder mit Hilfe eigener Ladengeschäfte. Zudem vergibt es Lizenzen für die Fertigung und das Betreiben von Verkaufsläden weltweit.
Das Unternehmen bietet seit 1985 Aktien für das breite Publikum an und ist an der amerikanischen Börse NASDAQ gelistet.

## Geschichte

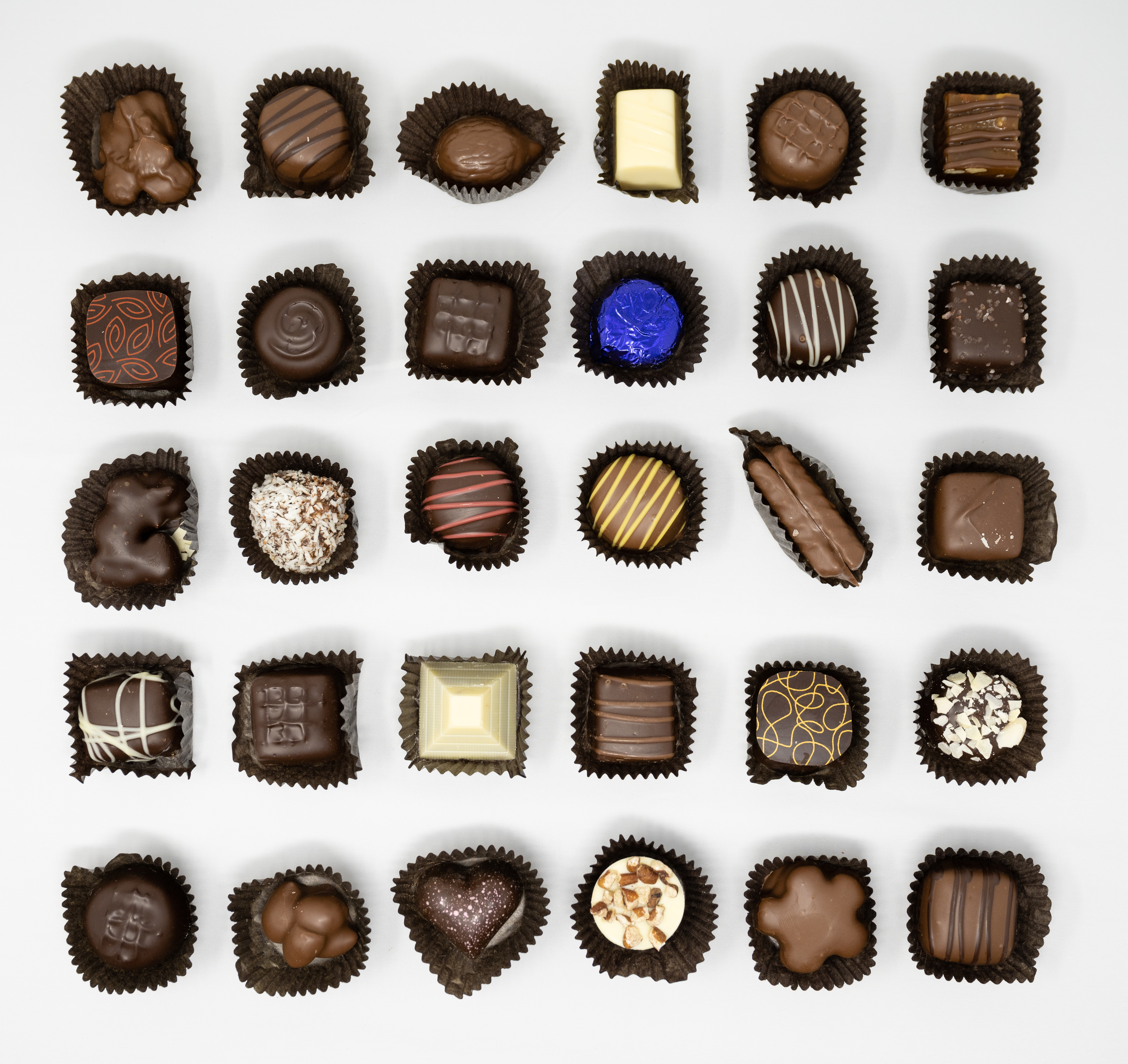
Von der Fabrik hergestellte Schokolade

Rocky Mountain Chocolate Factory begann seinen Geschäftsbetrieb im Jahr 1981. Das Unternehmen wurde vom Informatiker Frank Crail gegründet, der den Lebensmittelpunkt seiner Familie in einen kleinstädtischen Raum verlegte.
Die Grundidee, selbst Franchisenehmer der bereits etablierten Marke See’s Candies zu werden, scheiterte und so entschied sich Frank Crails selbst ein ähnliches Geschäftskonzept zu entwickeln. Nach dem wirtschaftlichen Erfolg dieser Firmengründung entschied sich Crail dafür das erfolgreiche Geschäftskonzept mit Hilfe eines Franchisesystems auch in andere Städte zu transportieren. In den achtziger und neunziger Jahren entstanden fast 200 Filialen in den USA und Kanada. 2001 eröffnete das erste Franchise in den Vereinigten Arabischen Emiraten. Zudem eröffnete Rocky Mountain Chocolate Factory Verkaufsstellen auch in Japan, Südkorea, Panama, Katar und den Philippinen.
2019 ersetzte Bryan Merryman den seit 1982 amtierenden Mitbegründer Franklin Crail als CEO, welcher bis 2021 noch Teil des Verwaltungsrates blieb. Bryan Merryman blieb bis 2021 CEO des Unternehmens, ihm folgte Robert Sarlls. Im Januar 2024 ernannte das Unternehmen Starlette Johnson zum CEO, diese wurde im November desselben Jahres durch Jeff Geygan ersetzt.
Nachdem die Rocky Mountain Chocolate Factory 2013 den Frozen-Yogurt-Anbieter U-Swirl übernommen hatte, wurde dieser Anfang 2023 im Rahmen der Fokussierung auf Produktion und Marketing von der Rocky Mountain Chocolate Factory wieder verkauft. U-Swirl hatte zum Zeitpunkt des Verkaufs rund 10 Verkaufsstellen in den USA.
2013 betrieb die Rocky Mountain Chocolate Factory Inc. gemeinsam mit Franchisenehmern 354 Filialen. Das Unternehmen ist mit seiner Produktpalette dabei meist auf eher hochmargige Produktkategorien ausgerichtet.